# Rayon de soleil (film)
Pour les articles homonymes, voir Rayon de soleil.
Pour plus de détails, voir Fiche technique et Distribution.
Rayon de soleil (Raggio di sole) (Renzo et Roberto Rossellini - deux frères sur le chemin de l’inconnu), est un film musical réalisé par le cinéaste allemand Georg Brintrup en 1996.
C’est une biographie musicale, une sorte d’essai cinématographique, qui réussit à « reconstruire une image authentique du néoréalisme italien ». À la base de cette reconstruction l’on trouve des écrits autobiographiques des frères Rossellini et quelques rapports des conversations entre le réalisateur de ce document filmique avec l’épouse de Renzo Rossellini, Anita,,.

## Synopsis
Le film est l’histoire de deux frères. Le plus âgé (Roberto) découvre une manière neuve de représenter la réalité dans le cinéma : le néoréalisme. Le plus jeune, musicien, réalise des commentaires musicaux de cette nouvelle identité filmique. Quand ils sont arrivés à l’âge mûr, ils se rendent compte de l’insuffisance de leur art et ils en tirent, chacun à sa manière, leurs conclusions.
Renzo grandit à l’ombre de son frère plus âgé : « Roberto m’avait pour ami et comme un jouet. Moi, je l’avais comme un compagnon despotique. » Les deux sont inséparables : Robert « le despote » et Renzo « la victime ». Alors que Robert, inquiet, agressif et volitif, devient un jeune homme plein de charme, Renzo, plus tranquille et soumis, cultive un caractère humble et obéissant.
Dans la Rome des années 1910, les deux frères entrent tôt en contact avec le monde de la musique et du cinéma, grâce à leur grand père. Celui-ci les emmène au Cinéma Radium, où le maître de musique Sallustio accompagne, avec la musique de son piano, les films d’aventures. Les divagations musicales de cet artiste étaient en contraste avec la musique habituelle d’accompagnement, encore dans le style de la fin du XIXe siècle, puisqu’il ajoutait les harmonies impressionnistes de Debussy ou les artifices rythmiques de Stravinsky. Sallustio devient, pour Renzo, le premier enseignant de musique. Le jeune homme commence à composer et réussit, grâce à un coup de chance, à peine âgé de 17 ans, à publier sa première œuvre dans la célèbre maison des éditions musicales Ricordi, « La fontaine malade ». L’enseignement d’autres compositeurs amis de leur père, comme Ottorino Respighi et Pietro Mascagni, ont de l’influence sur le style musical de Renzo.
Après la mort du père, Renzo se consacre à la composition de musique de chambre et de symphonies, en même temps qu’il commence à enseigner dans plusieurs conservatoires. Pour sa part, Roberto devient cinéaste, presque « par rancune et amour propre ». Il était tombé amoureux d’une jeune actrice, déjà connue, et il voulait à tout prix l’épouser. Mais elle, après un film à grand succès, décide de se marier avec son directeur. Pour Roberto, cet évènement a exigé de lui un détachement, vécu de manière douloureuse. Renzo suit son frère et abandonne son métier d’enseignant pour un autre, celui de compositeur de musique pour le cinéma, mieux rémunéré.
Dans les premières années de 1940, les deux frères travaillent dans une trilogie de documentaires pour le département de cinéma de la Marine italienne. Leur intension n’est pas celle de s’opposer à la réalité mais celle de représenter celle-ci comme un spectacle elle-même. Aussi bien dans les États-Unis d’Amérique qu’en Europe, la musique des films reflète encore le romantisme passionnel du XIXe siècle, qui réveille chez le public des sentiments larmoyants en laissant un grand espace à l’illusion. Ce fait, d’après Renzo, n’aidait pas à se rapprocher de la vie concrète. « Pour nous, directement engagés dans les actions de guerre, il n’y avait pas la place pour les illusions ».

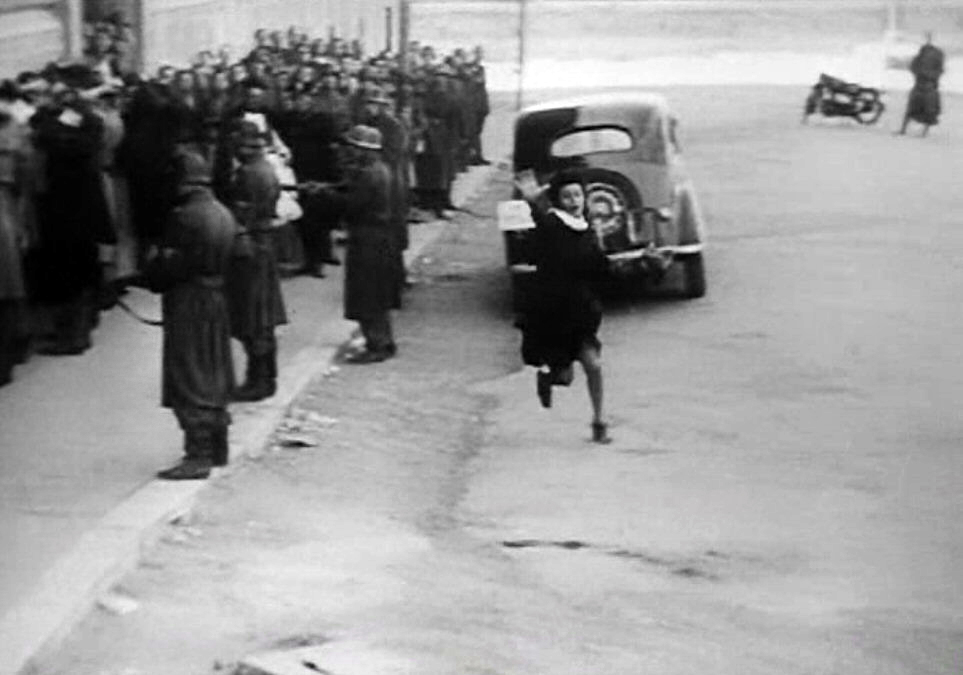
Rome, ville ouverte (Roma, città aperta)

En 1943, avec le film Rome, ville ouverte, ils obtiennent leur premier grand succès. Le cinéma italien ressurgit, miraculeusement, des désastres de la guerre. Roberto est baptisé  « l’inventeur du néoréalisme italien ». Les deux frères doutent pourtant : « Les théories de tout genre sont limitatives et ne nourrissent pas la liberté d’expression. Et ce n’est pas cela dont nous avions besoin ». Ils savent que, pour redécouvrir l’Homme, « il faut être humble, le voir tel qu’il est et non comme il se voudrait selon les idéologies .
Roberto et Renzo continuent leur collaboration dans beaucoup d’autres films. Ils cherchent à lire l’image avec musique toujours de la manière la plus efficace. La collaboration est harmonieuse, dans laquelle il n’y a plus un despote et sa victime. Souvent, l’inspiration surgit d’une scène-clé ou d’un bruit. Même le film L'amore, fondé sur une idée de Federico Fellini, naît grâce à l’épisode des cannes métalliques. Renzo a la tâche de combiner la musique et les bruits. La musique peut, en effet, faire un amalgame avec ces bruits, ou bien, les bruits peuvent se fondre dans la musique comme s’ils étaient des dissonances. Ce qui est important pour les deux frères est que tout bruit authentique ne soient pas, absolument pas, dépassé par son imitation musicale. Ils découvre ainsi que, souvent, peu d’instruments sont plus efficaces qu’un grand orchestre. Un seul instrument peut arriver bien plus loin.
Hollywood est dans une crise sans précédent. La plus grande actrice de l’époque, Ingrid Bergman, tombe amoureuse des films des frères Rossellini. Elle se rend en Italie pour faire partie de la famille et tourne sept films avec eux. Des films qui rencontreront un succès mondial, que Roberto produit tout seul, sans des studios ni machinerie industrielle. Cela ne fait qu’aggraver la crise hollywoodienne. C’est pour cette raison qu’il y a un intérêt précis pour démolir la réputation de Roberto.
Après des années d’une collaboration fertile, Ingrid Bergman et Roberto se séparent. Renzo continue à composer de la musique pour d’autres films mais étant donné qu’il refuse tout compromis, rapidement se crée une fracture entre lui et le monde du cinéma. Pendant ce temps là, Roberto veut le voir et lui parler, comme chaque fois dans les moments graves de leur vie. Lui-même est en train de passer par une crise créative qui l’affecte intimement. Certaines conditions de travail le mortifient dans sa conscience. Il avoue vouloir cesser d’être un réalisateur de cinéma. S’il se remettait derrière la caméra cinématographique, ce serait non pas pour faire des films commerciaux ou avoir la prétention de l’art, mais seulement pour apprendre quelque chose et libérer les gens de leur ignorance. « Ce qui est important, c’est d’informer, ce qui est important, c’est d’instruire, mais éduquer n’est pas important ».  Il croit que le cinéma n’ait pas accompli sa mission d’être l’art du XXe siècle.
À partir de ce moment et pour le reste de sa vie professionnel, Roberto réalise des documentaires ou des films pour la télévision. Renzo se consacre à la composition d’œuvres lyriques. Les deux, à la fin de leur vie, comprennent que les souffrances qu’ils ont dû supporter ont été neutralisées. Le bilan se ferme avec un « rien de fait », le monde du réel n’est pas celui qu’ils croyaient et pour lequel ils se sentaient appelés pour apporter une contribution, car ce monde-là s’est fait à leur insu, pendant qu’ils étaient engagés à restaurer et à construire « leur monde ».

## Fiche technique
- Titre original : Raggio di sole
- Réalisation : Georg Brintrup
- Scénario : Georg Brintrup
- Image : Luigi Verga
- Son: Ugo Celani
- Mixage audio: Uberto Di Iacovo
- Costumes : Fanny Vergnes, Miguel Tissen
- Producteur exécutif : Jacopo Sartoni
- Sociétés de production : Brintrup Filmproduktion, Rome, 
 WDR Westdeutscher Rundfunk, Köln
HR Hessischer Rundfunk, Frankfurt 
RAI Radiotelevisione Italiana, Roma
- Pays d'origine :  Italie  Allemagne
- Dates de tournage : mai 1996
- Durée : 57 min, métrage  630 m
- Format : couleur - 16 mm - Monophonique
- Genre : Film musical
- Dates de sortie : Allemagne, 5 janvier 1997

## Distribution
- Paolo Picardi : Renzo Rossellini
- Marco Abeni : Renzo Rossellini enfant
- Carlo Abeni : Roberto Rossellini enfant
- Mauro Fontani : le père (Giovanni Rossellini)
- Rossana Piano : la mère (Elettra Belan)
- Roberto Diano : le grand-père
- Renato Scarpa : Giacinto Sallustio
- Jobst Grapow : Tito Ricordi
- Michele Mancini : le secrétaire
- Vito Pondini : Roberto Rossellini
- Silvano Tranquilli : voix de Renzo Rossellini

## Titre du film
Le titre original du film (en italien): « Raggio di sole », a été traduit, pour des présentations dans des pays autres que l’Italie, par « Ein Sonnenstrahl » (Allemagne), « Rayon de soleil » (France et pays francophones), « Rayo de Sol » (Espagne et pays de langue castillane), « Raio de Sol » (Pays lusophones), « A Ray of Son » (anglais).

## Bande sonore
La musique utilisée dans le détail. Elle est composée des fragments suivants:
| Numéro | Titre                | Réalisateur        | Année |
| ------ | -------------------- | ------------------ | ----- |
| 1.     | Monsieur Max         | Mario Camerini     | 1937  |
| 2.     | Un pilote revient    | Roberto Rossellini | 1942  |
| 3.     | Rome, ville ouverte  | Roberto Rossellini | 1945  |
| 4.     | Païsa                | Roberto Rossellini | 1946  |
| 5.     | Allemagne année zéro | Roberto Rossellini | 1948  |
| 6.     | L'amore              | Roberto Rossellini | 1942  |
| 7.     | Stromboli            | Roberto Rossellini | 1950  |
| 8.     | Europe 51            | Roberto Rossellini | 1952  |
| 9.     | Voyage en Italie     | Roberto Rossellini | 1953  |
| 10.    | La Peur              | Roberto Rossellini | 1942  |

En plus de la colonne musicale citée, sont joués des extraits musicaux, en partie enregistré « ex novo », des œuvres de Renzo Rossellini nommées ci-dessous:
1. Stati d’Animo, 1952
2. Vangelo minimo, 1957
3. Roma Cristiana, 1940
4. La fontana malata, 1925
5. Stampe della vecchia Roma, 1937
6. Diagramma No. 1, 1953
7. La Guerra, 1956

L’extrait La fontana ammalata est interprété par les Giovani Musicisti Italiani sous la direction de Federico Romano Capalbi.

## Distribution
Rayon de soleil a été transmis pour la première fois le 5 janvier 1997 dans la chaine allemande WDR. Très rapidement après, la version originale en Italien a été transmise par une chaine de la RAI. D’autres transmissions ont suivi, sur HR (All.) et sur 3sat. Le distributeur français Point du Jour International a vendu le film a plus d’une douzaine de pays partout dans le monde, du Canada à l’Australie. En août 2002, le film a été transmis par la chaine 3sat, a l’occasion d’une rétrospective, avec deux autres films musicaux de Georg Brintrup ( “Luna Rossa” et “Poemi Asolani”). La dernière transmission en date a été celle du  EinsFestival, le 26 mars 2006.